# Antoine Rives, le juge du terrorisme
Antoine Rives, le juge du terrorisme est une série télévisée française en 6 épisodes réalisé par Philippe Lefèvre, d’après un
scénario de Philippe Lefèvre et Norbert Saada inspiré des récits de Charles Villeneuve spécialiste des
questions terroristes est diffusée entre le 8 janvier 1993 et le 4 juin 1993

## Synopsis
Le juge Antoine Rives est nommé à la direction de la cellule anti-terroriste, et il réunit une unité de coordination venant de différents services. Mais, il est très vite pris entre la justice et « la raison d’état », avec, pour seuls armes, son sens du devoir et son entêtement…

## Fiche technique
- Scénario : Philippe Lefebvre et Norbert Saada
- Réalisateur : Philippe Lefebvre
- Genre : Policier
- Producteur : Norbert Saada
- Co production et diffusion : Canal + et France 2
- Casting : Shula Siegfried
- Création : ( France)
- Durée : 1h30
- Date de sortie: 1993 ( France)

## Distribution
- Jacques Weber : Antoine Rives
- Nathalie Roussel : Claire Devaux
- Jean-Pierre Bisson : Le commissaire Bellec
- Isabelle Renauld : Hélène Rives
- Jean-Pierre Kalfon : Le directeur de la D.S.T
- Michel Galabru : Le ministre de l’intérieur
- Bernard Pinet : Bouthier
- Jean-François Balmer : Renaud de Mareuil

## Liste des épisodes
1. L'Affaire JNB
2. L'Affaire Sauer Krabbe
3. L'Affaire Kamel Benami
4. Action rouge
5. L'Affaire Akbari
6. L'Affaire du DC10